# Diane-Capelle
Diane-Capelle (niem. Dianenkappel) – miejscowość i gmina we Francji w departamencie Mozela, w regionie Lotaryngia. Kościół Świętego Dionizego z 1715 roku. Według danych na rok 2009 gminę zamieszkiwało 220 osób.

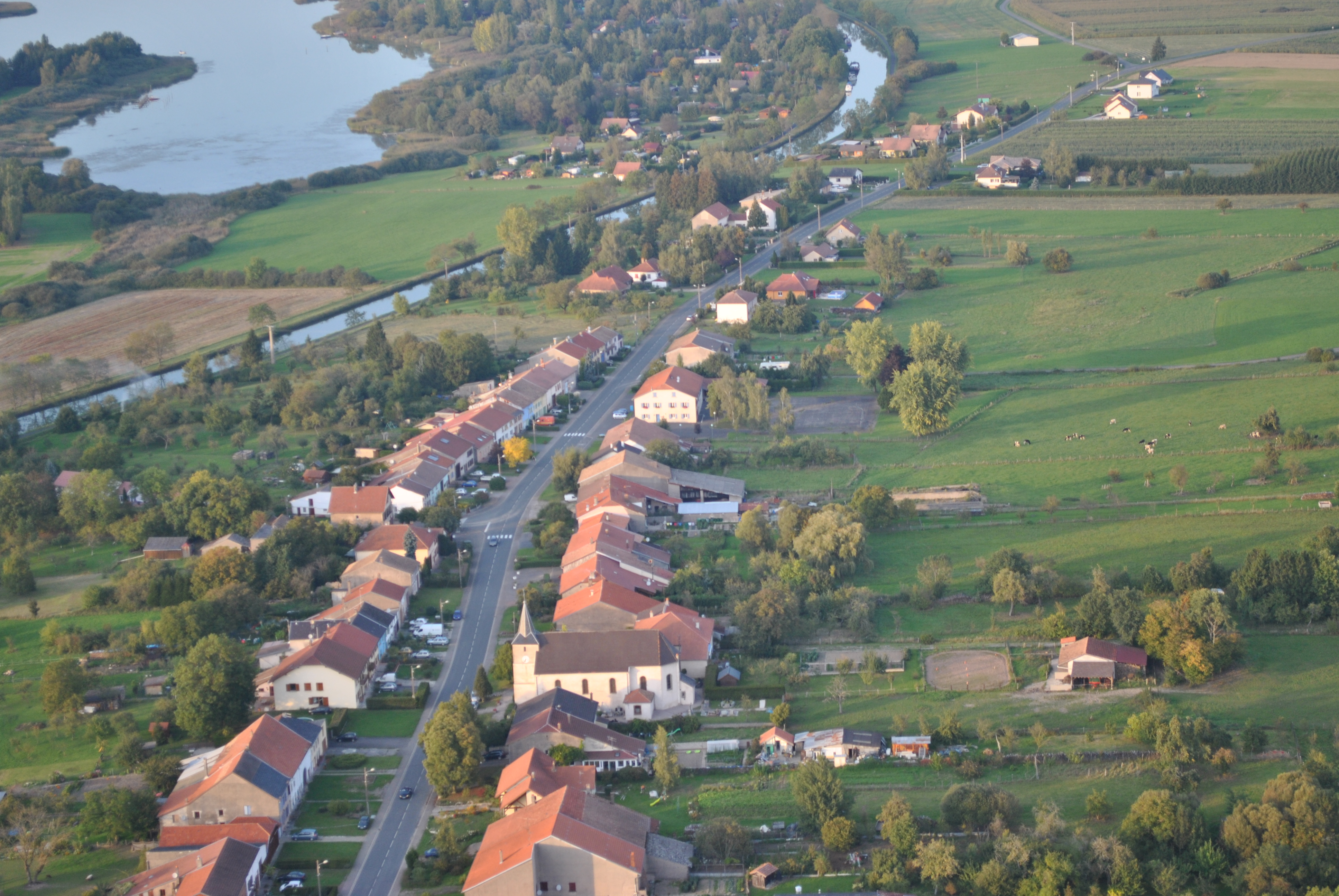
Diane-Capelle